# Xnet
Xnet (anteriorment eXgae) és una plataforma formada per activistes que treballen en diferents camps relacionats amb els drets digitals, la democràcia en xarxa, la llibertat d'expressió i informació, la protecció dels alertadors i la lluita contra la corrupció. També realitzen un treball de pressió política, a nivell estatal i internacional, a través de propostes legislatives i campanyes virals.
Xnet és membre d'EDRi (European Digital Rights) agrupació internacional d'organitzacions a favor dels drets civils en l'entorn digital.

## Iniciatives

### Drets Digitals
Xnet desenvolupa una activitat de defensa, divulgació i ampliació dels drets digitals a Espanya i a Europa i és membre d'EDRi (European Digital Rights), agrupació internacional d'organitzacions a favor dels drets civils en l'entorn digital.
A més de l'organització del FCFòrum, Xnet publica recomanacions legislatives perquè les normatives i legislacions locals, regionals, estatals i europees siguin respectuoses amb els drets civils i la llibertat en l'àmbit digital i impulsa i participa en campanyes d'incidència a favor o en contra de lleis, directives o polítiques públiques que afecten aquest camp.
Després de les revelacions de Edward Snowden sobre vigilància massiva, Xnet va començar a treballar en la difusió i defensa entre el gran públic d'eines per a la privacitat de les comunicacions i la seguretat de la informació, destinades al fet que els usuaris d'internet puguin garantir els seus drets fonamentals per si mateixos independentment dels seus entorns legislatius.
Des dels seus inicis, Xnet ha treballat en àrees com la defensa de la neutralitat de la xarxa, la protecció dels alertadors, els abusos dels drets d'autor contra la lliure circulació d'informació i les conegudes com a lleis mordassa i el seu impacte en la llibertat d'expressió a internet a l'Estat espanyol.
Des del 2019, juntament amb un grup de famílies, Xnet ha dissenyat i dirigeix el Pla de Digitalització Democràtica de l'Educació, que inclou els següents components:
- El desenvolupament d'una eina informàtica integral, auditable, àgil i interoperable anomenada DD (Digital Democràtic) per substituir les eines privatives dels gegants tecnològics en tota l'activitat dels centres educatius. Aquesta eina ja s'ha implementat en 11 centres de la ciutat de Barcelona des del 2021, en col·laboració amb la Direcció d'Innovació Democràtica de l'Ajuntament i del Consorci d'Educació de la ciutat.[7]
- Un programa de reforma del sistema educatiu per a la formació digital, que va començar amb la realització del I Curs Internacional d'Educació Digital Democràtica i Open Edtech (2022), dirigit per Levi, une de les fundadores de Xnet, i reconegut com a formació docent pel Departament d'Educació de la Generalitat. Aquest congrés internacional ha generat recomanacions normatives i un grup de treball internacional permanent.[8]

Com a conseqüència d'aquest projecte, el 2021, a petició del president del Parlament Europeu, Levi va publicar per a l'Oficina de Publicacions de la Unió Europea l'informe "Proposta per a una digitalització sobirana i democràtica d'Europa".
Simona Levi i el seu equip de Xnet han estat objecte d'un documental titulat "L'escletxa" dirigit per David Fernández de Castro i produït per Bettina Walter el 2021. Aquest documental aborda la tasca de Levi i el seu equip en la protecció de les persones informants i alertadores, la promoció de bústies segures per denunciar abusos sistèmics, la lluita contra la corrupció i la defensa dels drets democràtics i digitals. El documental va ser produït per la televisió pública catalana dins del programa de documentals "Sense Ficció".
Xnet treballa sobre fake news i desinformació amb la tesi que s'estan usant com a excusa per a generar legislacions que retallen drets civils. Va redactar una proposta legislativa i un informe que es va transformar en llibre: #FakeYou: Fake news i desinformació.

### Bustia d'Xnet
Arran de la filtració dels correus de Miguel Blesa, l'expresident de Caja Madrid, que van arribar a l'organització del Partit X en 2013 mitjançant correu electrònic, Xnet va decidir crear la Bústia d'Xnet: una plataforma posada a disposició de la ciutadania per fer arribar informació rellevant sobre casos de corrupció garantint l'anonimat i la seguretat. L'organització informa que les informacions rebudes a través de la Bústia d'Xnet són tractades primer per periodistes i en segon terme per un equip jurídic.
A través de la Bústia d'Xnet van arribar les primeres informacions sobre el Cas de les Targetes "opaques" de Caja Madrid per mitjà de les filtracions dels correus de Miguel Blesa, també s'ha destapat una trama corrupta en la gestió de l'AVE o el finançament irregular a partits polítics i grans sindicats de Caja Madrid a través de fundacions fantasma. La bústia d'Xnet disposa d'un bloc que es publica en 5 mitjans de comunicació a través del qual s'ha facilitat l'accés obert als correus de Caja Madrid, popularment coneguts com els Correus Blesa.
En 2017, Xnet va instal·lar una bústia anònima i segura amb l'aplicatiu de GlobaLeaks a l'Ajuntament de Barcelona. A partir d'aquest prototip, va impulsar la instal·lació en diverses altres institucions com l'Oficina Antifrau de Catalunya, l'Agencia Antifrau de la Comunitat Valenciana, la Generalitat de Catalunya o diversos ayuntamientos.

### Grups Ciutadans contra la corrupció i defensa dels alertadors
El gener de 2015 es crea aquest grup de treball dedicat a coordinar els esforços de grups i persones en una xarxa activa contra la corrupció. Xnet coordina el grup de treball i exerceix de portaveu i també formen part del grup: David Fernàndez, aleshores president de la Comissió Parlamentària sobre el Cas Pujol i diputat de la CUP, la plataforma 15MpaRato, Hervé Falciani, el col·lectiu contra la corrupció Cafè amb llet, la Comissió Anticorrupció del Partido X i la Federació d'Associacions de Veïns de Barcelona, entre d'altres.
El grup ha aconseguit que es voti i s'aprovi una esmena al Parlament de Catalunya a favor que la Generalitat de Catalunya es personi com a acusació contra Iñaki Urdangarín i la infanta Cristina en el Cas Palma Arena.
El juny de 2015 Xnet anuncia la creació d'un Grup de treball contra la corrupció a nivell estatal. El Grup Ciutadà contra la Corrupció es presenta oficialment a Barcelona el 31 d'octubre de 2015, en el marc de la setena edició del FCFòrum. Als membres del Grup Català es sumen Audita Sanitat, grup d'auditoria ciutadana del deute en sanitat; Kontuz, associació ciutadana d'usuaris, consumidors i contribuents de Navarra que ha destapat grans casos de corrupció en la seva comunitat; Acció Cívica; Encarnació Cortés, regidor que va denunciar corrupció a la localitat de Benalmádena; David Fernández; Fernando Urruticoechea, que ha denunciat diversos casos de corrupció des de l'administració pública i Patricia Suárez Ramírez, activista en la defensa dels abusos bancaris, fundadora i presidenta d'ASUFIN. Hi participen com a assessors la Plataforma Auditoria Ciutadana del Deute, Pau A. Monserrat, economista autor del llibre La banca culpable; Gestha, sindicat majoritari del col·lectiu de funcionaris d'Hisenda i Raúl Burillo, inspector d'hisenda, que va estar al capdavant de l'equip d'inspectors en la investigació de casos com 'Palma Arena', 'Son Oms' o 'Maquillatge'.
El Grup Ciutadà contra la Corrupció va presentar un Decàleg de Denunciants/alertadors com a proposta per a l'elaboració d'una normativa de protecció específica per al denunciant o alertador de la corrupció (de l'anglès whistleblower).
Xnet també promou legislacions de protecció dels alertadors. Va intervenir en l'elaboració de la Directiva europea va redactar la primera transposició a Europa de la mateixa fins a registrar-la en el Congrés dels Diputats.

### 15MpaRato
15MpaRato és un grup ciutadà impulsat per Xnet amb l'objectiu de recollir i difondre informació per posar nom als responsables de la crisi. Sorgeix el 16 de maig de 2012 llançant una campanya ciutadana per a una querella contra Rodrigo Rato i altres directius de Bankia.

### Hazte Banquero
Xnet va crear el 2016, al costat de 15MpaRato, l'obra teatral documental Fes-te Banquer - Targetes Black: tot el que van voler ocultar. Aquesta peça trasllada a escena la trama que van revelar els correus de Blesa, que van treure a la llum el cas de les targetes black a 2014, pel qual es va descobrir que la pràctica totalitat dels consellers de Caja Madrid (i posteriorment Bankia) durant almenys les presidències de Miguel Blesa i Rodrigo Rato, havien disposat d'una targeta de crèdit del tipus "Visa Black" atorgada per l'entitat amb la qual havien dut a terme durant anys càrrecs personals valorats en centenars de milers d'euros amb càrrec als comptes de la caixa d'estalvis, i presumiblement, sense declarar a Hisenda cap d'ells.
El guió, escrit per Simona Levi i Sergio Salgado, retrata el modus operandi de la cúpula de Caja Madrid a través d'un sedàs d'emails enviats a i pel seu president, Miguel Blesa.
L'obra s'estrena el juliol de 2016 al Teatre Poliorama de Barcelona, en el marc del Festival Grec i està protagonitzada pels actors Josep Julien, Albert Pérez, Elies Barberà i Agnès Mateus. Posteriorment s'ha representat en teatres de tot Espanya amb èxit de crítica i públic, com el Teatre Fernán Gómez a Madrid o el Teatre Rosalía de Castro a La Corunya.

### oXcars
Els oXcars van ser una gala no competitiva que se celebrava anualment a l'octubre a la Sala Apolo de Barcelona per a visibilitzar la creació i distribució cultural realitzada sota els paradigmes de la cultura compartida. A través de mostres i mencions simbòliques a obres de diverses categories es mostravan de forma paròdica solucions legals reals. Les categories premiades inclouen: Música, Animació, Teatre, Eines humanes, Mercats de futur, Grans sobres de la cultura espanyola, entre d'altres.

### FCForum
L'FCFòrum és una trobada internacional organitzada per Xnet en xarxa amb altres col·lectius i activistes que reuneix organitzacions i experts en l'àmbit de la cultura i el coneixement lliures per crear un marc estratègic global i una estructura de coordinació internacional. Se celebra anualment a Barcelona.
El primer FCFòrum es va celebrar entre el 30 d'octubre a l'1 de novembre de 2009, coincidint amb la segona edició de la Gala dels oXcars. Des d'aquest fòrum es va crear, a través de taules de treball, un únic document conegut com a "Carta per a la innovació, la creativitat i l'accés al coneixement" que proposa reformes a la Llei de Propietat Intel·lectual, el Paquet Telecom i més temes relacionats amb la circulació de la informació i la neutralitat de la xarxa. La Carta va ser enviada a un miler de governs i institucions polítiques i socials de tot el món. L'esdeveniment va comptar amb la presència d'observadors de la Comissió de Cultura i Educació de la Comunitat Europea i el Govern del Brasil (a través de la Secretaria de Cultura Digital).

### D'Evolution Summit
Del 29 al 30 de març de 2010 es va celebrar a Barcelona el Fòrum de les Indústries Culturals, organitzat pel Ministerio de Cultura i la Comissió Europea, en col·laboració de la Cambra de Comerç de Barcelona. El Fòrum, en què van participar autoritats, experts i grups de pressió, estava estructurat al voltant de cinc eixos temàtics: el finançament de les indústries culturals, la propietat intel·lectual i la gestió de drets, estratègies d'internacionalització de la cultura, cultura i desenvolupament territorial i noves competències dels professionals de la cultura.
El Fòrum, sorgit per tal de donar continuïtat al Congrés Internacional d'Economia i Cultura celebrat a Barcelona el maig de 2009, va precedir una reunió informal dels 27 ministres de cultura de la Unió Europea celebrada el 31 de març en el marc de la presidència espanyola. El D'Evolution Summit va ser una contracimera organitzada per exigir la retirada de la disposició final segona de la Llei d'Economia Sostenible (coneguda com a llei antidescàrregues o llei Sinde) i la fi del monopoli de les societats de gestió de drets d'autor.
Durant els tres dies que va durar el D'Evolution es van retransmetre per Internet les ponències del Fòrum de les Indústries Culturals i la reunió de ministres, es van fer concerts de grups que utilitzen llicències lliures i es van dur a terme accions com el lliurament de música amb llicències lliures a perruqueries o l'acció "No pagarem els plats trencats d'una indústria que es resisteix a adaptar-se a la realitat", en què el còmic Leo Bassi es va vestir de pallasso i va intentar lliurar un ànec inflable gegant als ministres de cultura. També van dur a terme accions virals i van informar del que s'estava discutint al Fòrum a través de les xarxes socials.

### Els pirates son els pares
Els pirates són els pares és un llibre col·lectiu autoeditat en què van participar cinquanta autors als quals se'ls va proposar escriure o il·lustrar en 400 paraules com a màxim un o tots dels següents temes:
    - Ecosistema creatiu de l'era de la comunicació: ara o mai
    - El digital és la matèria del que està feta la memòria contemporània
    - La còpia i els seus beneficis
    - Mentides, bits, inquisició i P2P
    - 13.000.000 de llars pirates: la pirateria no existeix, els pirates són els pares
    - Prohibir la comunicació en l'era de la comunicació
    - P2P: ¿de veritat volem seguir l'exemple de Pakistan, la Xina, França o Sudan?
    - Parlem dels intermediaris: la reconversió en temps de crisi. La cultura existia abans de la indústria cultural
    - El lucre cessant és el conte de la lletera (i la cultura és la llet)
   - Domini públic vs el benefici dels paràsits
   - Dret de cita: la clau de l'economia de l'enllaç
La presentació del llibre va tenir lloc a la primera gala dels oXcars, a l'octubre de 2008. El llibre està subjecte a una Llicència Poètica temporada 2008 i està distribuït per Traficantes de Sueños.

### Assessoria
Xnet ofereria un servei d'assessorament sobre drets d'autor, llicències, cànon digital, còpia privada, P2P, entitats de gestió, drets d'emissió i altres consultes relacionades amb la societat digital. Donaven informació a artistes sobre les llicències que poden aplicar a les seves obres per no dependre de cap entitat de gestió i a comerciants que, davant d'una reclamació de la SGAE, volen conèixer els seus drets i obligacions.

### Relació amb el Partido X
Xnet col·labora com a expert independent en la "Comissió Societat de la Informació de Ciutadans Experts Independents" del Partit X, un partit "antipartit" derivat del 15-M dissenyat per obrir l'espai electoral a noves formes de participació política que va estar actiu electoralment del 2013 al 2015.

### Canvi de nom
El 2 d'agost de 2010, els advocats de la SGAE van enviar un burofax a la eXgae exigint-los el tancament del domini exgae.net i el cessament de la seva activitat per infracció de la marca SGAE i competència deslleial. Per evitar una llarga i costosa batalla legal, el col·lectiu va passar a denominar-se Xnet, tot i que manté les seves àrees d'acció.